# أليستروميريا
زهرة الأليستروميريا وتسمي عادة بزنبق بيرو أو بزنبق الأنكا , وهو جنس من كاسيات البذور في أسرة Alstroemeriaceae , وأصلها أميركا الجنوبية, وتقريباً تنحصر جميع الأنواع إلي واحدة من اثنين مركزاً متميزاً للتنوع واحدة في شيلي والأخرى في شرق برازيل ,والأنواع التي في تشيلي زراعة شتوية والتي في برازيل زراعة صيفية ,وجميعها معمرة بإستثناء واحد وهو Alstroemeria graminea

## معرض صور

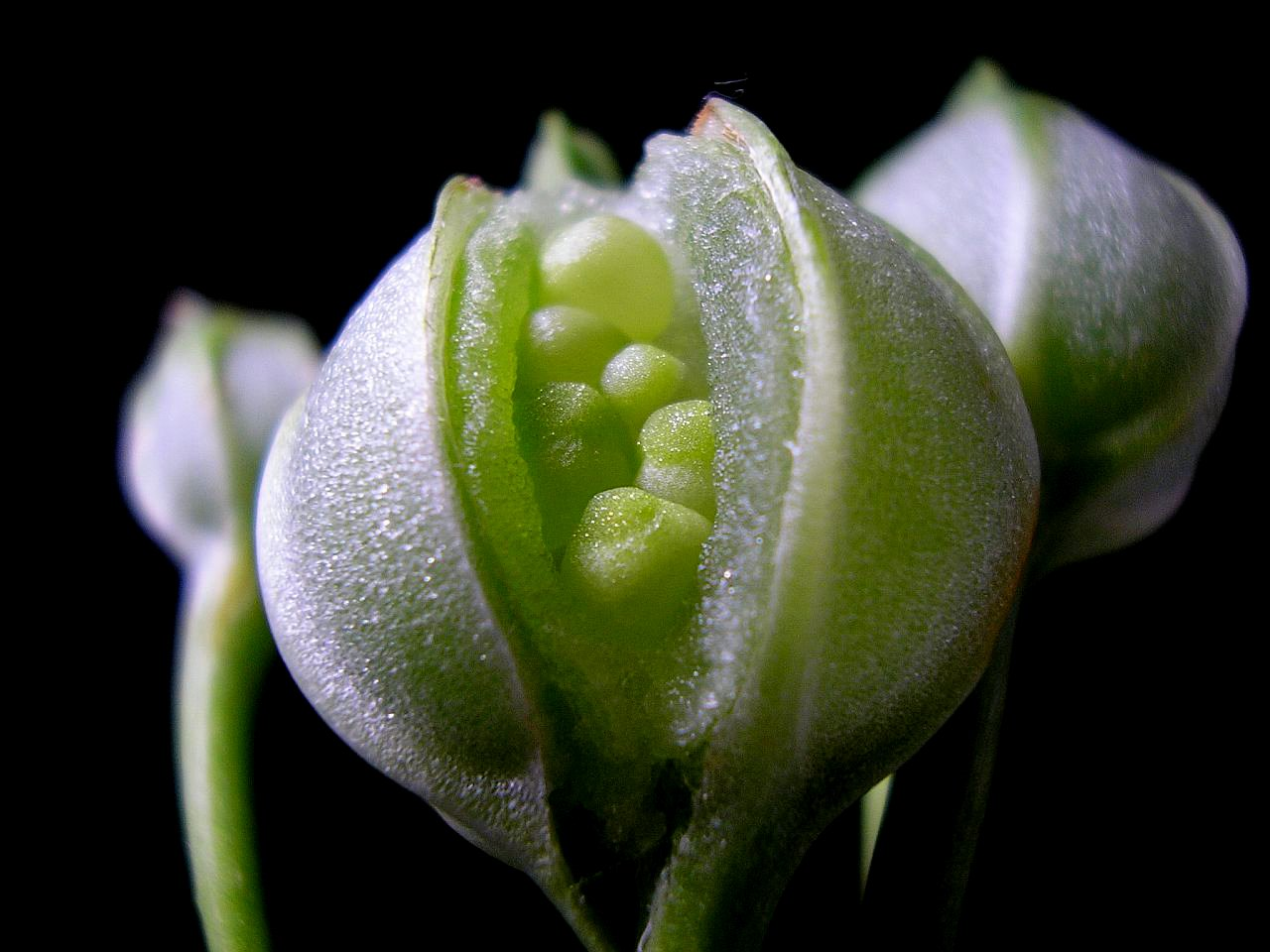
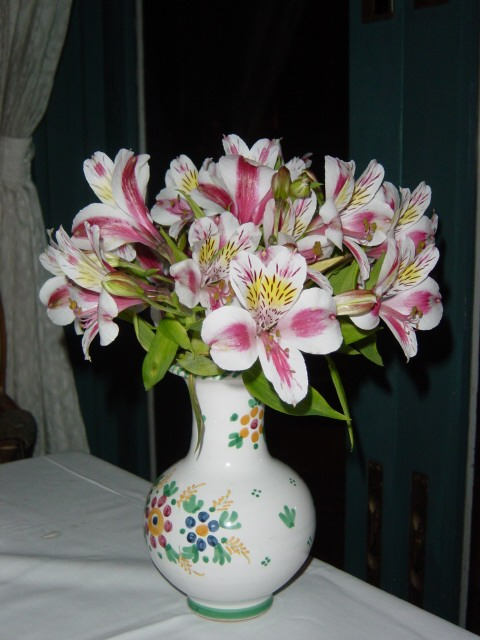
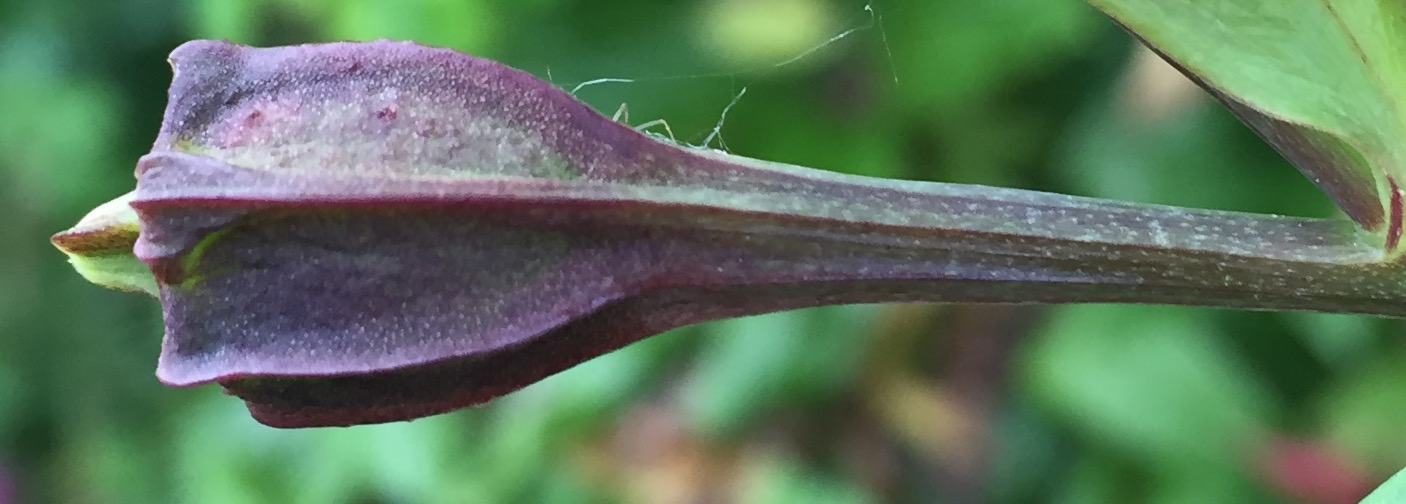
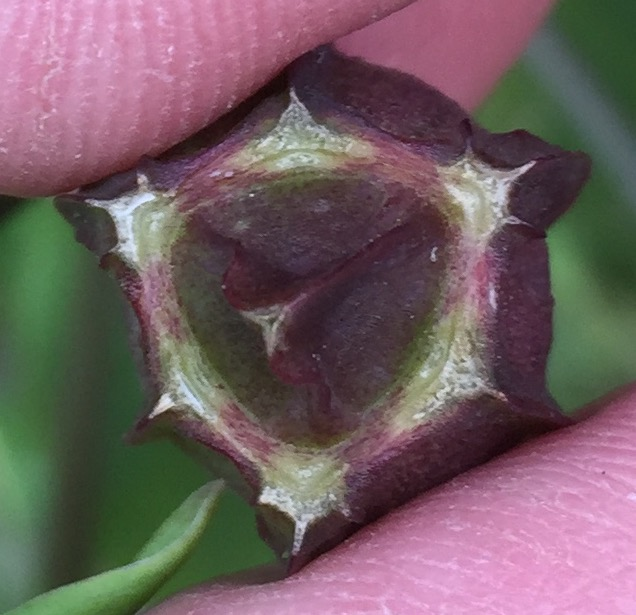